# ثيلو
ثيلو هي شركة سكك حديدية تستغل قطارات المسافرين في «الوصول المفتوح» (أو «الخدمة المنظمة بحرية») بين فرنسا وإيطاليا. تم إنشاؤها من قبل ترينيتاليا وترانسديف في عام 2010، وهي أول شركة تدخل في مجال نقل الركاب منذ افتتاح المنافسة في النقل بالسكك الحديدية في فرنسا في عام 2009. ويأتي إنشاء هذا المركز بعد نهاية الشراكة بين شركة SNCF وTrenitalia فيا إطار أرتسيا.
منذ عام 2016، كانت مملوكة بنسبة 100٪ من قبل شركة ترينيتاليا الإيطالية المملوكة للدولة.
منذ نشأتها، لم تعرف ثيلو سوى سنوات من العجز.

## تاريخ
أسست شركة ثيلو في نونبر سنة 2010، مع مشاركة كل من شركتي ترينيناليا وفواليا ترونسبور في 50٪ من رأس المال. بعد اندماج شركتي ترونسديف وفواليا سنة 2012، أعلنت المجموعة الجديدة فواليا ترونسديف عن انخفاض نسبة مشاركتها إلى الثلث.
القطارات الأولى من مجموعة تيلو بدات بالعمل مند الحادي العشر من ديسمبر 2011 كل ليلة بين باريس-غار دي ليون والبندقية-سانتا-لوسيا مع توقفات فاصلة في ديجون، ميلان، بريشيا، فيرونا، فيتشنزا، بادوفا والبندقية-ميستري. الكابوتاج، أي نقل الركاب المحليين على جزء من الطريق الدولي، غير مرخص من قبل هيئة تنظيم السكك الحديدية (ARAF)، فقط تذاكر الطريق الدولي يمكن تسويقها من قبل تيلو.
وفقا للأرقام الصادرة في ديسمبر 2012، الربط بين باريس والبندقية سيبلغ انجازه حوالي 85٪، مما سيسمح لتيلو بأن تتوقع عددا من الركاب على هذا الخط من حوالي 300,000 لعام 2012.
في 9 ديسمبر 2012، أقام ثيلو خط ربط ثانيا بين فرنسا وإيطاليا بين باريس-غار دي ليون وروما-غار تيرميني، مع توقف في ديجون وبولونيا وفلورنسا. ولكن في أكتوبر 2013، أعلن تيلو عن نهاية هذا القطار لشهر ديسمبر 2013 بعد عام واحد من بدء العمل بهذا الخط، بسبب عدم وجود مسار زمني يسمح باوقات سفر جذابة. ومع ذلك، تؤكد في الوقت نفسه رغبتها في إنشاء خدمة نهارية بين محطتي ميلانو ومرسيليا في وقت مبكر من عام 2014، وهو مشروع سبق ذكره في بداية عام 2013. وفي قرار مؤرخ في 9 تموز/يوليه 2013، اعتبرت الرابطة أن هذا الخط المقترح يفي بمعايير المرسوم المتعلق بوصلات السكك الحديدية الدولية المفتوحة للمنافسة ولا يمكن اعتباره منافسة لقطارات تير TER التي تدعمها منطقة بروفانس - ألب - كوت دازور.